# Prix en sociologie
 (décembre 2019).
Cet article présente les différentes distinctions et prix en sociologie.
Il n'existe pas de Prix Nobel pour la discipline. Toutefois, les carrières professionnelles ou les travaux sont primés au sein d'une sous-discipline ou d'un champ thématique et/ou à l'échelle internationale ou nationale.

## À l'échelle internationale

### Prix Holberg
Créé en 2004, le prix international Holberg récompense des travaux scientifiques en sciences humaines, en sciences sociales, en droit ou en théologie. Il a notamment récompensé le sociologue Shmuel Eisenstadt en 2006 et Manuel Castells en 2012.

### Prix Morris Janovitz
L'inter-University Seminar on Armed Forces and Society décerne tous les deux ans à l'occasion de son congrès plénier le prix Morris Janovitz (Morris Janowitz Career Achievement Award) qui récompense la carrière d'un chercheur ayant apporté une contribution majeure à la sociologie militaire. Lauréats: Sam C. Sarkesian, Charles Moskos, James Burk, Moshe Lissak, David R. Segal, Bernard Boene.

### Prix de la fondation Mattei Dogan en sociologie
Ce prix est conféré conjointement avec l'Association internationale de sociologie à un sociologue en reconnaissance de ses travaux et qui bénéficie d’une haute réputation internationale dans la communauté des sociologues. Il est offert tous les quatre ans à l'occasion des congrès mondiaux de l'Association internationale de sociologie. Sa valeur est de 5 000 dollars US.

### Huxley Memorial Medal
Il s'agit d'un prix international d'anthropologie, décerné par le Royal Anthropological Institute.

## À l'échelle nationale

### Canada

#### Prix Léon-Gérin
Prix du Québec décerné à un chercheur en sciences humaines et sociales.

#### Prix Esdras-Minville
Ancien prix décerné par la Société Saint-Jean-Baptiste de Montréal à une personne s'étant distingué dans le champ des sciences sociales.

### Espagne

#### Centro de Investigaciones Sociológicas
Cet institut décerne un prix depuis 2002. Il concerne les sciences politiques et sociologiques : longue expérience intellectuelle.
- 2006 : Salvador Giner de San Julián
- 2005 : José Jiménez Blanco
- 2004 : Juan José Linz
- 2003 : Salustiano del Campo
- 2002 : Francisco Murillo Ferrol

### France

#### Médailles du CNRS
Le CNRS attribue chaque année des médailles pour récompenser « les chercheurs et chercheuses et les agents qui contribuent de manière exceptionnelle au dynamisme et à la renommée de l'institution ». Pierre Bourdieu est à ce jour le seul sociologue récipiendaire de la Médaille d'or du CNRS, en 1993. Au cours des dernières années, la médaille d'argent a été décernée à Gisèle Sapiro en 2021, à Agnès van Zanten en 2017, et Madeleine Akrich en 2016. La médaille de cristal distingue des personnels d'appui à la recherche. Pernelle Issenhuth, Benoît Tudoux, Damien Cartron et Viviane Le Hay en ont été les lauréats en 2018,,.

#### Prix Claude-Lévi-Strauss
Ancien prix décerné par le ministère de la Culture à un chercheur éminent dans le domaine des sciences humaines et sociales.

#### Prix Biguet de l'Académie française
L'Académie française récompense par ce prix annuel, créé en 1976, l'auteur d’un ouvrage de philosophie ou de sociologie.

#### Prix du CREIS
Le prix du Centre de coordination pour la Recherche et l'Enseignement en Informatique et Société est décerné tous les 2 ans.

#### Prix Gabriel-Tarde
Le PGT récompense l'auteur français ou étranger, d'un ouvrage de criminologie en français, publié en première édition ou non encore publié, achevé après le 1er juin 2009 (date de clôture des inscriptions de la session précédente). Sont pris en considération, pour l'attribution du prix, les seuls ouvrages qui constituent pour leurs auteurs l'une des premières recherches ou l'un des premiers travaux dans le champ de la criminologie. Le prix peut récompenser une œuvre collective. Dans ce cas, seul le (ou les) auteurs(s) remplissant les conditions précisées supra concour(en)t au prix Gabriel Tarde.
Depuis 1972, le prix Gabriel Tarde, financé par le ministère de la Justice, récompense tous les deux ans le meilleur travail en français de recherche en criminologie. Il est décerné par un jury international indépendant, réuni sous l'égide de l'Association française de criminologie. Le prix est d’une valeur de 3 000 euros.
Il a déjà récompensé Pierre Lascoumes, Arlette Farge et Sébastian Roché. Le prix Gabriel Tarde 2009 a été décerné à Claire Sécail.

#### Prix des jeunes auteurs en sociologie du travail
La revue Sociologie du travail attribue chaque année un prix à trois jeunes auteurs en sociologie. Ceux-ci et celles-ci sont récompensées par la publication d'un article dans le numéro du mois de septembre de la revue, ainsi que d'une rétribution monétaire. Cette distinction vise à encourager « de jeunes auteurs et autrices à valoriser un travail de recherche et à se confronter aux normes académiques en s’appropriant les codes de l’écriture scientifique et en jouant le jeu de l’évaluation par les pairs. ».

#### Prix de la recherche CFDT
La CFDT attribue un prix de thèse et un prix de mémoire de master 2. Ceux-ci doivent être issus de recherches d'histoire, de sociologie ou de science politique et porter sur le syndicalisme, et en particulier la CFDT. Le prix consiste en une aide à la publication de 1500€ ou 2500€ respectivement, versés pour l'édition des travaux récompensés. En 2019, Cole Stangler a été récompensé pour son étude intitulée « La CFDT et les travailleurs immigrés dans les années 68 : la solidarité et ses limites » sous la direction de Frank Georgi. Ainsi que le travail de Nicolas Guinard : « L’implication du MRP et de la CFTC dans l’adoption du code du travail de l’outre-mer (1944-1952) », et la thèse de Jérome Couillerot portant sur « La démocratie dans l’œuvre de Claude Lefort. ».

### Italie

#### Prix européen d'Amalfi
Établi en 1987 sur l'initiative de la section pour des théories sociologiques et des transformations sociales de l'Association italienne de sociologie (Associazione Italiana di Sociologia), il est conféré annuellement à Amalfi à l'auteur d'un livre ou d'un article qui a été édité dans les deux années précédentes et a apporté une contribution importante à la sociologie.